# Министр иностранных дел Греции
Министр иностранных дел Греции (греч. Υπουργός Εξωτερικών) — министерский пост в правительстве Греции, глава министерства иностранных дел Греции. Министр иностранных дел один из наиболее важных членов греческого кабинета, который отвечает за отношения между Греческой Республикой и иностранными государствами. Пост был учреждён 3 апреля 1833.

## Министры иностранных дел Королевства Греция (1833—1924)
- Афос Романос — (14 апреля 1899 — 24 ноября 1901);
- Александрос Займис — (25 ноября 1901 — 6 декабря 1902);
- Александрос Скузас — (7 декабря 1902 — 27 июня 1903);
- Георгиос Теотокис — (28 июня — 11 июля 1903);
- Димитриос Раллис — (11 июля — 19 декабря 1903);
- Афос Романос — (19 декабря 1903 — 29 декабря 1904);
- Александрос Скузас — (29 декабря 1904 — 21 июня 1905);
- Димитриос Раллис — (25 июня — 21 декабря 1905);
- Александрос Скузас — (21 декабря 1905 — 21 июня 1908);
- Георгиос Балтацис — (5 июля 1908 — 20 июля 1909);
- Георгиос Христакис-Зографос — (29 июля 1909 — 28 августа 1909);
- Кирьякулис Мавромихалис — (29 августа 1909 — 31 января 1910);
- Димитриос Каллергис — (31 января — 18 октября 1910);
- Иоаннис Грипарис — (18 октября 1910 — 17 августа 1912);
- Ламброс Коромилас — (30 августа 1912 — 28 августа 1913);
- Димитриос Панас — (31 августа 1913 — 22 декабря 1913);
- Георгиос Стрейт — (3 января 1914 — 30 августа 1914);
- Элефтериос Венизелос — (30 августа 1914 — 10 марта 1915);
- Георгиос Христакис-Зографос — (9 апреля — 3 июля 1915);
- Димитриос Гунарис — (16 июля — 10 августа 1915);
- Элефтериос Венизелос — (23 августа — 7 октября 1915);
- Александрос Займис — (7 октября — 7 ноября 1915);
- Стефанос Скулудис — (7 ноября — 22 июня 1916);
- Александрос Займис — (22 июня — 16 сентября 1916);
- Александрос Карапанос — (16 сентября — 9 октября 1916);
- Эвгениос Залокостас — (10 октября 1916 — 21 апреля 1917);
- Александрос Займис — (3 мая — 27 июня 1917);
- Николаос Политис — (14 (27) июня 1917 года — 13 (26) декабря 1918 года)
- Александрос Диомидис — (13 (26) декабря 1918 года — 20 ноября (3 декабря) 1919 года)
- Николаос Политис — (20 ноября (3 декабря) 1919 года — 4 (17) ноября 1920 года);
- Димитриос Раллис — (4 (17) ноября 1920 года — 6 февраля 1921);
- Николаос Калогеропулос — (6 февраля — 8 апреля 1921);
- Георгиос Балтадзис — (8 апреля 1921 — 16 мая 1922);
- Николаос Стратос — (16 — 22 мая 1922);
- Георгиос Балтадзис — (22 мая — 8 сентября 1922);
- Николаос Калогеропулос — (10 — 30 сентября 1922);
- Эуфомиос Канеллопулос — (30 сентября — 16 октября 1922);
- Николаос Политис — (3 (16) октября — 14 (27) ноября 1922 года);
- Константинос Рендис — (27 ноября — 11 декабря 1922);
- Апостолос Александрис — (11 декабря 1922 — 18 ноября 1923);
- Стилианос Гонатас — (18 ноября 1923 — 24 января 1924);
- Георгиос Руссос — (24 января — 19 февраля 1924);
- Георгиос Кафандарис — (19 февраля — 12 марта 1924);
- Александрос Папанастасиу — (12 марта — 29 марта 1924).

## Министры иностранных дел Второй Греческой Республики (1924—1935)
- Георгиос Руссос — (2 апреля — 18 июня 1924);
- Константинос Рендис — (18 июня — 24 июля 1924);
- Георгиос Руссос — (24 июля — 6 октября 1924);
- Андреас Михалакопулос — (7 октября 1924 — 26 июня 1925);
- Александрос Хаджикириакос — (26 июня — 3 июля 1925);
- Константинос Рендис — (3 июля — 21 октября 1925);
- Александрос Хаджикириакос — (21 октября — 8 ноября 1925);
- Лукас Канакарис-Руфос — (8 ноября 1925 — 23 августа 1926);
- Периклес Аргиропулос — (26 августа — 4 декабря 1926);
- Андреас Михалакопулос — (4 декабря 1926 — 4 июля 1928);
- Александрос Карапанос — (4 июля 1928 — 7 июня 1929);
- Периклес Аргиропулос — (7 июня — 4 июля 1929);
- Андреас Михалакопулос — (5 июля 1929 — 26 мая 1932);
- Александрос Папанастасиу — (26 мая — 2 июня 1932);
- Андреас Михалакопулос — (5 июня — 31 октября 1932);
- Иоаннис Раллис — (3 ноября 1932 — 16 января 1933);
- Андреас Михалакопулос — (16 января — 6 марта 1933);
- Николаос Маврудис — (7 марта 1933 — 10 марта 1933);
- Димитриос Максимос — (10 марта 1933 — 3 марта 1935);
- Панагис Цалдарис — (3 — 27 марта 1935);
- Димитриос Максимос — (27 марта — 1 апреля 1935);
- Панагис Цалдарис — (1 апреля — 12 июля 1935);
- Димитриос Максимос — (13 июля — 10 октября 1935);
- Иоаннис Теотокис — (10 октября — 25 ноября 1935).

## Министры иностранных дел Королевства Греция (1935—1967)
- Константинос Демердзис — (30 ноября 1935 — 12 апреля 1936);
- Иоаннис Метаксас — (13 апреля 1936 — 27 января 1941);
- Александрос Коризис — (29 января — 18 апреля 1941);
- Эммануил Цудерос — (21 — 29 апреля 1941);
- Георгиос Папандреу старший — (26 — 29 апреля 1944);
- Иоаннис Софианопулос — (3 января 1945 — 24 июля 1945);
- Петрос Вулгарис — (11 — 19 августа 1945);
- Иоаннис Политис — (19 августа — 9 октября 1945);
- Панайотис Канеллопулос — (1 — 20 ноября 1945);
- Иоаннис Софианопулос — (21 ноября 1945 — 29 января 1946);
- Константинос Рендис — (29 января — 1 апреля 1946);
- Константинос Цалдарис — (4 апреля 1946 — 5 января 1950);
- Панайотис Пипинелис — (7 января — 22 марта 1950);
- Софоклис Венизелос — (23 марта — 7 апреля 1950);
- Николаос Пластирас — (15 апреля — 17 августа 1950);
- Софоклис Венизелос — (21 августа 1950 — 8 августа 1951);
- Иоаннис Политис — (8 августа — 27 октября 1951);
- Софоклис Венизелос — (27 октября 1951 — 10 октября 1952);
- Филиппос Драгумис — (11 октября — 18 ноября 1952);
- Стефанос Стефанопулос — (23 ноября 1952 — 6 октября 1955);
- Спирос Теотокис — (6 октября 1955 — 23 апреля 1956);
- Эвангелос Авероф — (27 мая 1956 — 2 марта 1958);
- Михаил Песмазоглу — (5 марта — 17 мая 1958);
- Эвангелос Авероф — (17 мая 1958 — 20 сентября 1961);
- Михаил Песмазоглу — (20 сентября — 4 ноября 1961);
- Эвангелос Авероф — (4 ноября 1961 — 11 июня 1963);
- Панайотис Пипинелис — (19 июня — 28 сентября 1963);
- Павлос Ойконому-Гурас — (29 сентября — 6 ноября 1963);
- Софоклис Венизелос — (8 ноября — 24 декабря 1963);
- Христос Ксанфопулос-Паламас — (31 декабря 1963 — 18 февраля 1964);
- Ставрос Костопулос — (18 февраля 1964 — 15 июля 1965);
- Георгиос Мелас — (15 июля — 5 августа 1965);
- Илиас Циримокос — (20 августа 1965 — 11 апреля 1966);
- Стефанос Стефанопулос — (12 апреля — 11 мая 1966);
- Иоаннис Тумбас — (11 мая — 21 декабря 1966);
- Павлос Ойконому-Гурас — (22 декабря 1966 — 2 ноября 1967).

## Министры иностранных делВоенной хунты(1967—1974)
- Константинос Колльяс — (2 — 20 ноября 1967);
- Панайотис Пипинелис — (20 ноября 1967 — 20 июля 1970);
- Георгиос Пападопулос — (21 июля 1970 — 8 октября 1973);
- Христос Ксанфопулос-Паламас — (8 октября — 25 ноября 1973);
- Спиридон Тетенес — (25 ноября 1973 — 8 июля 1974).

## Министры иностранных дел Греческой Республики (1974—)
- Георгиос Маврос — (24 июля — 9 октября 1974);
- Димитриос Бициос — (17 октября 1974 — 20 ноября 1977);
- Панайотис Папалигурас — (29 ноября 1977 — 10 мая 1978);
- Георгиос Раллис — (10 мая 1978 — 9 мая 1980);
- Константинос Мицотакис — (10 мая 1980 — 21 октября 1981);
- Иоаннис Хараламбопулос — (21 октября 1981 — 26 июля 1985);
- Каролос Папульяс — (26 июля 1985 — 2 июля 1989);
- Дзаннис Дзаннетакис — (3 июля — 12 октября 1989);
- Георгиос Папульяс — (12 октября — 23 ноября 1989);
- Антонис Самарас — (23 ноября 1989 — 16 февраля 1990);
- Георгиос Папульяс — (16 февраля — 11 апреля 1990);
- Антонис Самарас — (11 апреля 1990 — 14 апреля 1992);
- Константинос Мицотакис — (14 апреля — 7 августа 1992);
- Михалис Папаконстантину — (7 августа 1992 — 13 октября 1993);
- Каролос Папульяс — (13 октября 1993 — 22 января 1996);
- Теодорос Пангалос — (22 января 1996 — 18 февраля 1999);
- Георгиос Папандреу-младший — (18 февраля 1999 — 13 февраля 2004);
- Тассос Янницис — (13 февраля — 10 марта 2004);
- Петрос Моливиатис — (10 марта 2004 — 15 февраля 2006);
- Дора Бакоянни — (15 февраля 2006 — 6 октября 2009);
- Георгиос Папандреу-младший — (7 октября 2009 — 7 сентября 2010).
- Димитриос Друцас — (7 сентября 2010 — 17 июня 2011);
- Ставрос Ламбринидис — (17 июня — 11 ноября 2011);
- Ставрос Димас — (11 ноября 2011 — 17 мая 2012);
- Петрос Моливиатис — (17 мая — 21 июня 2012);
- Димитрис Аврамопулос — (21 июня 2012 — 25 июня 2013);
- Евангелос Венизелос — (25 июня 2013 — 27 января 2015);
- Никос Кодзиас — (27 января 2015 — 20 октября 2018);
- Алексис Ципрас — (20 октября 2018 — 15 февраля 2019);
- Георгиос Катругалос — (15 февраля 2019 — 9 июля 2019);
- Никос Дендиас — (9 июля 2019 — 26 мая 2023);
- Василис Каскарелис[греч.] — (26 мая 2023 — 27 июня 2023);
- Йоргос Герапетритис[греч.] — (27 июня 2023 — н. в.